# Полідевк (супутник)
Полідевк (лат. Polydeuces, грец. Πολυδεύκης) — природний супутник Сатурна. Він був відкритий за фотознімками космічного апарата «Кассіні» 21 жовтня 2004 року групою американських астрономів на чолі з Кароліною Порко і отримав тимчасове позначення S/2004 S 5. Його також позначають Сатурн XXXIV. Полідевк є так званим супутником-троянцем: він рухається по такій самій орбіті, як і супутник Діона, відстаючи від неї по орбіті на 60°. Окрім Полідевка, Сатурн має ще 3 супутники-троянці: Гелену, Телесто і Каліпсо.
Полідевк має діаметр близько 3,5 кілометрів і обертається на відстані 377 390 кілометрів від Сатурна. Він має період обертання 2,73691474 днів, нахил орбіти 0,1705° до екватора Сатурна, ексцентриситет орбіти 0,0182.
Назва «Полідевк» була затверджена робочою групою Міжнародного астрономічного союзу 21 січня 2005 року. У грецькій міфології Полідевк (латинізований варіант імені — Поллукс) — брат-близнюк Кастора, син Зевса і Леди, один з Діоскурів.